# Souvenirs (album de Tosca)
Pour les articles homonymes, voir Souvenirs.
Albums de Tosca
J.A.C. No Hassle
Souvenirs est un album du groupe autrichien de trip hop Tosca, sorti en 2006.

## Liste des titres
| Souvenirs | Souvenirs                                                   | Souvenirs | Souvenirs | Souvenirs | Souvenirs | Souvenirs | Souvenirs | Souvenirs | Souvenirs |
| No        | Titre                                                       | Durée     |           |           |           |           |           |           |           |
| --------- | ----------------------------------------------------------- | --------- | --------- | --------- | --------- | --------- | --------- | --------- | --------- |
| 1.        | John Lee Huber - (Burnt Friedman mix feat. Theo Altenberg)  | 5:40      |           |           |           |           |           |           |           |
| 2.        | Superrob - (Frost & Wagner mix)                             | 4:59      |           |           |           |           |           |           |           |
| 3.        | Heidi bruehl - (Plantlife's Love Philosophy mix)            | 5:11      |           |           |           |           |           |           |           |
| 4.        | Rondo acapricio - (Dsl mix)                                 | 5:26      |           |           |           |           |           |           |           |
| 5.        | The big sleep - (Señor Coconut mix)                         | 4:33      |           |           |           |           |           |           |           |
| 6.        | Zueri - (Lindstrom & Prins Thomas Nordic Flavour mix)       | 4:59      |           |           |           |           |           |           |           |
| 7.        | Superrob - (Henrik Schwarz mix)                             | 4:46      |           |           |           |           |           |           |           |
| 8.        | John Lee Huber - (Rodney Hunter mix)                        | 4:08      |           |           |           |           |           |           |           |
| 9.        | Pyjama - (Stereotyp mix #1)                                 | 4:52      |           |           |           |           |           |           |           |
| 10.       | Heidi bruehl - (Makossa & Mageblast mix)                    | 5:20      |           |           |           |           |           |           |           |
| 11.       | Pyjama - (Stereotyp Need No Pj's mix feat. Sandra Kurzweil) | 5:55      |           |           |           |           |           |           |           |
| 12.       | Superrob - (Haaksman & Haaksman mix feat. Ras Donovan)      | 4:13      |           |           |           |           |           |           |           |
| 13.       | Naschkatze - (Agf katzengedanken)                           | 4:01      |           |           |           |           |           |           |           |
| 14.       | Souvenir - (Tosca)                                          | 0:09      |           |           |           |           |           |           |           |
| 15.       | Forte - (Urbs mix)                                          | 3:45      |           |           |           |           |           |           |           |
| 16.       | Damentag - (Madrid De Los Autrias mix)                      | 4:45      |           |           |           |           |           |           |           |
| 72:33     |                                                             |           |           |           |           |           |           |           |           |